# Кішкань Володимир Петрович
Володимир Петрович Кішка́нь (1 січня 1933, Удачне — 26 березня 2008, Донецьк) — український радянський архітектор.

## Біографія
Народився 1 січня 1933 в селищі Удачне Донецької області. 1958 року закінчив Київський художній інститут. У 1958—1965 роках працював у Донецькій філії інституту «Діпромісто». У 1967—1989 роках — головний архітектор Донецька.
Помер у Донецьку 26 березня 2008 року.

## Роботи
Серед реалізованих проектів:
- ландшафтна архітектура центру Донецька (1970—1975);
- житловий район Текстильник у Донецьку (1975—1988);
- архітектурні частини монумента визволителям Донбасу (Донецьк, 1984);
- пам'ятний знак на честь журналістів і письменників, які загинули під час Другої світової війни (Донецьк, 1990).

Праці:
- Донецк вчера, сегодня, завтра. Д., 1970 (у співавторстві);
- Градостроительное развитие Донецка // СиА. 1978. № 7 (у співавторстві);
- Силуэты Донецка: Путеводитель. Д., 1979;
- Донецк: Архитектурно-исторический очерк. К., 1982 (у співавторстві)[2].

## Відзнаки
- Державна премія СРСР (за 1978 рік)[2];
- Заслужений архітектор УРСР з 1987 року.